# Edith Lagos
Edith Lagos (27 novembre 1962, Ayacucho - 3 septembre 1982) est une guérillera péruvienne, membre du Sentier lumineux.
Edit Lagos nait en 1962 dans une famille de commerçant aisés d'Ayacucho. Après avoir commencé à étudier le droit à Lima en 1979, elle s'engage définitivement au sein du Sentier lumineux.
En 1980, elle est emprisonnée à la prison d'Ayacucho. En mars 1982, elle est libérée lors de l'assaut de la prison par des membres de son groupe. Au cours de cet assaut, les guérilleros libèrent 78 membres de leur groupe et tuent deux gardiens.
Edith Lagos meurt le 3 septembre 1982 lors d'un affrontement avec la police. Ses obsèques déclenchent selon Marcel Niedergang une « impressionnante manifestation populaire à Ayacucho ».